# Toujours l'orage

Toujours l’orage est une pièce de théâtre d’Enzo Cormann, parue en 1997 aux éditions de Minuit. 

## Résumé
L’action se situe à l’époque contemporaine, dans une ancienne ferme isolée. Nathan Goldring, metteur en scène de 40 ans, vient trouver Théo Steiner, 76 ans, ancien acteur célèbre, qui a disparu brutalement de la scène, au sommet de sa gloire, à Vienne, en 1971. Goldring veut le persuader de jouer, sous sa direction, le rôle du roi Lear.
« Au début Steiner y oppose un refus absolu ; peu à peu, au cours d’un affrontement entre les deux hommes, nous apprenons que Steiner a déjà joué dans Le Roi Lear : il avait pris le rôle d’Edgar dans une mise en scène à Terezín en 1944, et parce que son jeu avait été apprécié par l’un des « Untersturmführer », il échappa au convoi vers Auschwitz où tous les autres membres de sa famille périrent dans les chambres à gaz ».
À la fin de la pièce, le vieil acteur réussit à avouer son sentiment de culpabilité, tandis que Goldring entend cette souffrance et accepte sa décision de ne plus jouer. Peut-être même restera-t-il quelque temps auprès de Steiner, loin de l’agitation de Berlin.

## Analyse
La pièce est divisée en 13 séquences, qui portent toutes comme titre des citations empruntées au Roi Lear ou à Macbeth de Shakespeare. Malgré cette construction particulière, David Bradby affirme qu’Enzo Cormann revient avec Toujours l’orage à une structure plus classique, «plus apte à la « perspective historicisante ». Il s’agit en effet, selon lui, de « revisiter le territoire douloureux et familier des ghettos juifs sous les nazis, dans une perspective qui ne laisse guère d’espoir [...] ». Il analyse ainsi le dénouement et le sens de la pièce : « À la fin de ce duel verbal, le jeune metteur en scène finit par s’identifier au vieux comédien. […] Sur le plan humain il a reconnu un frère ; et la décision de ne plus retourner au théâtre semble indiquer une reconnaissance des limites de l’art devant les pires souffrances humaines: la pièce se finit sur une note de désespoir lucide ».
Pour Jean-Paul Pilorget, Toujours l’orage « illustre de façon saisissante la question de la transmission du traumatisme de la Shoah à la génération d’après ». Théo Steiner revit, douloureusement, les actions qui l’ont conduit à être un survivant, alors que Goldring accède à une identité et à une mémoire oubliées, enfouies : il se reconnait enfin Juif.
La pièce tisse de nombreux liens avec Le Roi Lear de Shakespeare ; comme Lear, Steiner est en proie à une terrible crise intérieure, que Jean-Paul Pilorget commente ainsi : « Si Steiner refuse de jouer Lear sur les planches de la Neue Bühne Senftenberg, c’est qu’il est devenu lui-même Lear en semant autour de lui la violence et la folie. La tragédie de l’être qu’il exprime si douloureusement ne peut se dire qu’en termes shakespeariens :

« Steiner. Qui peut me dire qui je suis ?

Goldring. L’ombre de Lear,  »

.
Par la référence constante au théâtre, Toujours l’orage met en abyme la représentation et son rôle, qui est d’ouvrir un espace de pensée, de connaissance, ce qu’Enzo Cormann appelle « l’examen théâtral » : « L’examen théâtral est une forme d’enquête, mais non pas solitaire, introspective : non pas une intro-spection, mais, en, quelque sorte, une extra-spection. Un effort de savoir (ou de re-savoir) collectif […] ».

## Représentation
Elle a été représentée pour la première fois au théâtre de la Tempête, à Paris, en novembre 1997, dans une mise en scène d’Henri Bornstein.

## Distribution
- Michel Baumann : Théo Steiner
- Bruno Abraham-Kremer : Nathan Goldring, et la participation d’Anne Cameron.

## À l'étranger
- Traductions : allemand, espagnol, japonais, chinois, italien, tchèque
- Une centaine de représentations en Espagne dans la traduction de Fernando Gomez Grande, mise en scène par Helena Pimenta (Ur Teatro 2001-2002 - Querta Pared, Madrid, et Mercat de la flors, Barcelone, notamment).
- Santiago de Chili : Tito Noguera et le Teatro Caminoi (2003-2004).
- Buenos Aires (2005), Espagne (2014)...